# Centesimus annus
Centesimus annus (en español: Centenario) es una encíclica promulgada por el papa Juan Pablo II el 1 de mayo de 1991, con ocasión del centenario de la encíclica Rerum Novarum.
Está dirigida a los obispos, al clero, a las familias religiosas, a los fieles de la Iglesia católica y a todos los hombres de buena voluntad.

## Estructura
- Bendición
- Introducción
- Capítulo I: Rasgos característicos de la Rerum novarum
- Capítulo II: Hacia las "cosas nuevas" de hoy
- Capítulo III: El año 1989
- Capítulo IV: La propiedad privada y el destino universal de los bienes
- Capítulo V: Estado y cultura
- Capítulo VI: El hombre es el camino de la Iglesia